# Jovem Pan FM Belo Horizonte
Jovem Pan FM Belo Horizonte é uma emissora de rádio brasileira concessionada em Betim, porém sediada em Belo Horizonte, respectivamente cidade e capital do estado de Minas Gerais. Opera no dial FM, na frequência 99.1 MHz, e é afiliada à Jovem Pan FM.
Atualmente, ela ocupa a quinta colocação geral no horário de 05h até 00h, atrás de rádios como BH FM, Liberdade FM e Rádio Itatiaia.

## História
A Jovem Pan FM Belo Horizonte foi inaugurada em 5 de março de 1995, 1 ano após a então Jovem Pan 2 de São Paulo iniciar suas transmissões como uma rede de rádios. A emissora foi uma das primeiras afiliadas nesta fase. Tem como proprietárias Inês Maria Neves Faria e Andrea Neves da Cunha, respectivamente, mãe e irmã do senador Aécio Neves. Andrea é sócia majoritária da emissora. Aécio entrou na sociedade em 2010, com 44% das ações da rádio, saindo da mesma em setembro de 2016.
A emissora é conhecida por ser uma das afiliadas da Jovem Pan de maior destaque em audiência. Em janeiro de 2013, através de pesquisa do Ibope, foi divulgado que a emissora consegue registrar uma marca superior a média de 32 mil ouvintes por minuto. No trimestre de dezembro de 2015 a fevereiro de 2016, registrou recorde de audiência obtendo o quinto lugar entre as rádios mais ouvidas da Grande Belo Horizonte.
Em 22 de fevereiro de 2017, o Ministério Público Federal, através da Procuradoria Regional dos Direitos do Cidadão (PRDC), entrou com Ação Civil Pública para retirar a Rádio Arco-Íris Ltda. (razão social da emissora) do ar devido à participação acionária de Aécio Neves. Foi usada como base a lei que proíbe que senadores e deputados sejam donos ou diretores de companhias que mantenham contrato com o poder público, solicitando que a outorga da estação seja cancelada e sem direito de renovação. A ação também afirma que a outorga venceu há 11 anos. Em resposta, o advogado da emissora informou em nota que a questão está superada "porque o senador Aécio Neves não faz mais parte da sociedade" e que a rádio está regularizada.
A controvérsia sobre seu quadro societário voltou a ser mencionada em março de 2018, em denúncia publicada pela Folha de S.Paulo, sobre aumento de patrimônio do senador Aécio Neves. A matéria cita a venda das cotas de Aécio para a irmã, Andrea, que estavam avaliadas em R$ 700 mil, por R$ 6,6 milhões. O advogado de Aécio respondeu que os R$ 6,6 milhões obtidos pelo parlamentar com a venda das ações foram calculados com base no critério de valor de mercado, além de citar uma pesquisa do Ibope onde a emissora aparece entre as cinco mais ouvidas da região. Em abril, o mesmo jornal noticia que o empresário Joesley Batista, em complemento a delação premiada entregue à Procuradoria-Geral da República, afirmou ter pago 50 mil reais por mês a pedido de Aécio para "custeio mensal de suas despesas", ao longo de dois anos, enquanto o senador era sócio da emissora. Em notas fiscais entregues por Joesley, a JBS aparece como empresa colaboradora e tinham como justificativa a prestação de "serviço de publicidade", servindo como patrocínio do programa Jornal da Manhã. Em resposta, a emissora se disse surpresa com o relato, por tentar "dar caráter político a uma relação estritamente comercial, comprovadamente correta, legal e legítima na prestação de serviços publicitários".